# Wahlen 1885
◄◄ | ◄ | 1881 | 1882 | 1883 | 1884 | Wahlen 1885 | 1886 | 1887 | 1888 | 1889 | ► | ►►

Weitere Ereignisse
Die Liste der Wahlen 1885 umfasst Parlamentswahlen, Präsidentschaftswahlen, Referenden und sonstige Abstimmungen auf nationaler und subnationaler Ebene, die im Jahr 1885 weltweit abgehalten wurden.
Das damalige Wahlrecht entsprach typischerweise nicht den Wahlrechtsgrundsätzen der direkten, geheimen und gleichen Wahl. Zeittypisch waren oft nur kleine Teile der Bevölkerung wahlberechtigt, ein Frauenwahlrecht gab es nur eingeschränkt.

## Termine
| Land                   | Datum              | Link zur Wahl 1885              | Link zur letzten Wahl | Bemerkung |
| ---------------------- | ------------------ | ------------------------------- | --------------------- | --------- |
| Norwegen               | ?                  | Parlamentswahl in Norwegen      | 1882                  |           |
| Österreich-Ungarn      | 1., 3. und 5. Juni | Reichsratswahl in Cisleithanien | 1879                  |           |
| Frankreich             | 4. und 18. Okt.    | Wahl zur Abgeordnetenkammer     | 1881                  |           |
| Vereinigtes Königreich | 24. Nov.–18. Dez.  | Britische Unterhauswahl         | 1880                  |           |